# ダイアデム作戦戦闘序列
ダイアデム作戦戦闘序列（ダイアデムさくせんせんとうじょれつ）は、1944年5月から6月にかけてイタリアのグスタフ・ライン（カッシーノ周辺）およびアンツィオで実行されたダイアデム作戦（英語: Operation Diadem）に関与した主要部隊の戦闘序列である。本作戦では、連合軍がドイツ軍の守るグスタフ・ラインおよびアンツィオ包囲網を突破し、ローマ解放への道を切り開いた。

イタリア戦線

## 連合国イタリア方面軍
総司令官: サー・ハロルド・アレクサンダー大将

### アメリカ第5軍
司令官: マーク・ウェイン・クラーク中将

#### アメリカ第6軍団（アンツィオ）
ルシアン・トラスコット少将
- アメリカ軍第3歩兵師団 - ジョン・W・オダニエル准将（1944年5月25日まで）
- イギリス軍第1歩兵師団 - ジョン・ホークスワース少将
- アメリカ軍第45歩兵師団 - ウィリアム・W・イングレス少将
- アメリカ軍第1機甲師団 - アーネスト・N・ハーモン少将
- アメリカ軍第34歩兵師団 - チャールズ・ウォルコット・ライダー少将
- アメリカ軍第36歩兵師団 - フレッド・ウォーカー少将
- イギリス軍第5歩兵師団 - フィリップ・G・S・グレッグソン＝エリス少将
- 第1特殊任務部隊（3個連隊）

#### アメリカ第2軍団（グスタフ・ライン）
ジェフリー・キイス少将
- アメリカ軍第88歩兵師団 - ジョン・E・スローン少将
- アメリカ軍第85歩兵師団 - ジョン・B・コールター少将
- アメリカ軍第3歩兵師団 - ジョン・W・オダニエル准将（5月25日より）

#### フランス海外派遣軍団(グスタフ・ライン)
アルフォンス・ジュアン大将
- 第3アルジェリア師団
- 第4モロッコ山岳師団
- 第2モロッコ師団
- 第1機械化歩兵師団（第1自由フランス師団）
- モロッコ・グム戦闘隊（Commandement des Goums Marocains） - オーギュスタン・ギヨーム少将

### イギリス第8軍（グスタフ・ライン）
司令官: サー・オリバー・リーズ中将

#### イギリス第13軍団
シドニー・カークマン中将
- イギリス軍第4歩兵師団 - アルフレッド・ダドリー・ワード少将
- イギリス軍第6機甲師団 - ヴィヴィアン・イーヴリー少将
- インド軍第8歩兵師団 - ダドリー・ラッセル少将
- イギリス軍第78歩兵師団 - チャールズ・キートリー少将

#### カナダ第1軍団
エドソン・ルイス・ミラード・バーンズ中将 
- カナダ軍第1歩兵師団 - クリス・ヴォークス少将
- カナダ軍第5装甲師団 - バート・ホフマイスター少将

#### ポーランド第2軍団
ヴワディスワフ・アンデルス中将
- ポーランド軍第3カルパートィ・ライフル師団（Polish 3rd Carpathian Rifle Division） -  ブロニスワフ・ドゥフ少将
- ポーランド軍第5クレソーヴァ歩兵師団（Polish 5th Kresowa Infantry Division） - ニコーデム・シュリク少将
- ポーランド軍第2機甲旅団 -  ブロニスラヴ・ラコウスキ准将

#### イギリス第10軍団
サー・リチャード・マククリーリー中将
- ニュージーランド軍第2師団 - サー・バーナード・フライバーグ中将
- イギリス軍第24近衛旅団 - A・F・L・クライブ准将

#### イギリス軍第5軍団（アドリア海沿岸戦線の維持）
チャールズ・ウォルター・オールフライ中将
- インド軍第4歩兵師団 - アラン・ホルワージー少将
- インド軍第10歩兵師団 - ウィルフライド・ルイス・ロイド少将
- イタリア軍自動車化旅団

#### 予備軍
- 南アフリカ軍第6機甲師団 - ウィリアム・ヘンリー・エヴァード・プール少将

## ドイツC軍集団
司令官: アルベルト・ケッセルリンク空軍元帥

### 軍集団予備
- ドイツ軍第92歩兵師団 - ヴェルナー・ゲーリッツ中将
- ドイツ軍ヘルマン・ゲーリング第1降下装甲師団 - ヴィルヘルム・シュマルツ少将
- ドイツ軍第29装甲擲弾兵師団 - ヴァルター・フリース大将
- ドイツ軍第26装甲師団 - スミーロ・フライヘル・フォン・リュートヴィッツ大将
- ドイツ軍第90装甲擲弾兵師団 - エルンスト＝ギュンター・バーデ中将

### ドイツ第14軍（アンツィオ）
司令官: エーベルハルト・フォン・マッケンゼン大将（1944年5月末まで。以降はケッセルリンク直属）

#### ドイツ第1降下猟兵軍団
アルフレート・シュレム大将
- ドイツ軍第4降下猟兵師団 - ハインツ・トレットナー中将
- ドイツ軍第65歩兵師団 - ヘルムート・プファイファー中将
- ドイツ軍第3装甲擲弾兵師団 - （6月1日まで）ハンス・ヘッカー少将、（6月25日まで）ハンス＝ギュンター・フォン・ロスト中将、（以降）ヴァルター・デンケルト中将

#### ドイツ第76装甲軍団
トラウゴト・ヘル大将
- ドイツ軍第362歩兵師団 - ハインリヒ・グレイナー中将
- ドイツ軍第715歩兵師団 - ハンス＝ゲオルク・ヒルデブラント中将

### ドイツ第10軍（グスタフ・ライン）
司令官: ハインリヒ・フォン・フィーティングホフ上級大将

#### ドイツ第14装甲軍団
フリードリーン・フォン・ゼンガー・ウント・エッターリン大将
- ドイツ軍第44帝国擲弾兵師団 ホーホ・ウント・ドイッチュマイスター - ブルノ・オルトナー中将
- ドイツ軍第71歩兵師団 - ヴィルヘルム・ラープケ中将
- ドイツ軍第94歩兵師団 - ベルンハルト・シュタインメッツ中将

#### ドイツ第51山岳軍団
ヴァーレンティーン・フォーイスタイン大将
- ドイツ軍第1降下猟兵師団 - リヒャルト・ハイドリヒ大将
- ドイツ軍第114猟兵師団 - （1944年5月19日まで）アレクサンダー・ブールクイン中将、（以降）ハンス・ビョールゼン中将
- ドイツ軍第5山岳師団 - マックス＝ギュンター・シュランク中将

#### ハウク集団（アドリア海沿岸戦線の維持）
フリードリヒ＝ヴィルヘルム・ハウク大将
- ドイツ軍第305歩兵師団 - フリードリヒ＝ヴィルヘルム・ハウク大将
- ドイツ軍第334歩兵師団 - ヘルムート・ベールケ中将

#### 予備軍
- ドイツ軍第15装甲擲弾兵師団 - ルドルフ・シュペール中将